# 微型共價結構
微型共價結構是一些有微型結構的共價化合物，這些化合物中的共價鍵不足以遍佈整個結構以致鍵合所有原子。

## 例子
- 石墨
- 碳纤维
- 硅
- 硼